# Frente Armado Antijaponés de Asia Oriental
El Frente Armado Antijaponés de Asia Oriental (en japonés: 東アジア反日武装戦線, Higashi Ajia Hannichi Busō Sensen o EAAJAF por sus siglas en inglés: East Asia Anti-Japan Armed Front) fue una organización terrorista de la Nueva Izquierda japonesa que existió desde 1972 hasta 1975. 
El EAAJAF se autoidentifica como un grupo de izquierda que defiende la ideología de la revolución antijaponesa  contra el Estado japonés, las empresas y los símbolos de imperialismo japonés, y fue clasificado como un grupo ilegal de extrema izquierda inspirado en el anarquismo antijaponés. El EAAJAF cometió una serie de atentados con bombas mediante tres células durante principios de la década de 1970, incluido el atentado de 1974 contra la Mitsubishi Heavy Industries, hasta que se disolvió cuando las autoridades japonesas arrestaron a la mayoría de sus miembros.
Algunos miembros unieron al Ejército Rojo japonés.  

## Orígenes e historia

### Comité de Lucha de la clase-L de la Universidad de Hosei
Las raíces del Frente Armado Anti-Japón de Asia Oriental se encuentran en el Comité de Lucha de la Clase L, que fue formado en la primavera de 1970 por Masashi Daidōji, en ese momento matriculado en cursos de historia en el departamento de humanidades de la Universidad de Hosei  en Tokio. El nombre del Comité de Lucha de la Clase L proviene de la clase universitaria a la que estaba afiliado Daidōji, y faccionalmente se clasificó como "radical no secta", un movimiento de la Nueva izquierda japonesa que se negó a alinearse con los comunistas o cualquiera otro grupo establecido. Daidōji convocó a los estudiantes de filosofía y literatura de otros departamentos para participar y la membresía aumentó brevemente a más de 100 personas. Sin embargo, con la desaparición del influyente movimiento Zenkyoto (o Comité Conjunto de Lucha de Todo el Campus), el Comité de Lucha de la Clase L también llegó a su fin y Daidōji luego abandonó la Universidad de Hosei.

### El Grupo de Investigación
En agosto de 1970, se estableció un "Grupo de Investigación" compuesto por Daidōji y los miembros principales del Comité de Lucha de la Clase L. Este Grupo realizó estudios intensivos sobre las "malas acciones" del imperialismo japonés en Asia, lo cual fomentó entre ellos ideas extremas antijaponesas. Usaron libros como los Registros sobre el reclutamiento forzado de coreanos de Park Kyung Sik (朝鮮 人 強制 連 行 の 記録, Chōsenjin Kyōsei Renkō no Kiroku) como su material de estudio. Al mismo tiempo, también tenían interés en la guerra de guerrillas urbana y estudiaron material sobre movimientos de resistencia, y en poco tiempo estos dos temas convergieron en la idea de que tenían que construir un movimiento armado antijaponés. En enero de 1971, el Grupo de Investigación comenzó a realizar sus primeros experimentos con bombas caseras.

### Inicio de la "lucha de campaña"
Para empezar se decidió que volarían estructuras que eran símbolos del imperialismo japonés como parte de la llamada "lucha de campaña" haciendo un llamado a las masas. Llevaron a cabo tres atentados, el atentado con bombas en el templo de Koa Kannon el 12 de diciembre de 1971, el atentado con bombas en el osario de Soji-ji  el 6 de abril de 1972 y el atentado con bombas en Fusetsu no Gunzo y el Instituto de Culturas del Norte el 23 de octubre de 1972. Consideraron estos que objetivos se asociarán respectivamente con la participación de Japón en la Segunda Guerra Mundial, la colonización japonesa de Corea, y la subyugación de los Ainu de Hokkaido.
Después de estos tres ataques, decidieron pasar a atentados terroristas en toda regla.

### Nacimiento del Frente Armado Antijaponés de Asia Oriental
En diciembre de 1972, el grupo se decidió por el nombre de Frente Armado Anti-Japón de Asia Oriental (EAAJAF), pero eran conscientes de que este era un nombre que podía ser utilizado genéricamente por cualquier grupo antijaponés. La EAAJAF decidió que necesitaban nombres individuales para sus propias células, y Daidōji y su equipo eligieron el nombre "Lobo" (狼, Ōkami) para expresar una imagen de orgullosa independencia.
En 1973, la EAAJAF se estaba preparando para sus ataques, desarrollando bombas y guardando un cofre de guerra para financiar sus operaciones. Construyeron las bombas con las herramientas y las necesidades básicas que tenían a mano, pero también hubo miembros que cavaron bajo el piso de sus propios apartamentos y crearon sótanos subterráneos para fabricar bombas. Además, para llevar sus mensajes al público, se dispusieron a escribir su propio tratado, el Hara Hara Tokei, que publicaron en marzo de 1974. El 14 de agosto de 1974, intentaron volar el puente de hierro sobre el que se encontraba viajando el tren real del emperador Hirohito, atentado al cual denominaron en código la "Operación Arco Iris". Sin embargo, el complot fue abortado porque un miembro fue visto poco antes de que se pusiera en acción.
Al día siguiente, Mun Segwang, miembro de Chongryon y militante del "Frente Armado de Estudiantes de Secundaria por la Revolución Violenta", una organización afiliada al Ejército Proletario que a su vez tenía una serie de vínculos con los anarquistas, intentó atentar contra la vida del presidente de Corea del Sur, Park Chung-hee. La célula Wolf de la EAAJAF fue impulsada a nuevos atentados terroristas con bombas en solidaridad con Mun Segwang.
El 30 de agosto de 1974, la EAAJAF cometió el atentado con bomba de Mitsubishi Heavy Industries de 1974 cuando detonó una bomba en la oficina central de Mitsubishi Heavy Industries en Tokio, matando a 8 personas e hiriendo a otras 376. El bombardeo causó una destrucción que superó con creces las expectativas de EAAJAF, y desde allí lanzaron bombardeos en serie contra las corporaciones japonesas con las células recién incorporadas "Scorpion" (さ そ り, Sasori) y "Fangs of the Earth" (大地 の 牙, Daichi no Kiba) hasta mayo de 1975.

### Arrestos en masa
Al principio, se sospechó que Ryu Ota, quien, al igual que la EAAJAF, defendía una "revolución Ainu" en ese momento, era miembro. En poco tiempo se demostró la inocencia de Ota, pero la policía japonesa presumió que había operativos de EAAJAF en algún lugar de su círculo ideológico y, como resultado de decidir apuntar a la "Revolt Society" y la "Contemporary Thought Society" en la que Ota estaba involucrado, el los miembros Nodoka Saito y Norio Sasaki flotaron a la superficie. Al seguir a estos dos, los otros miembros del grupo fueron deducidos uno tras otro. Sasaki se unió a la Soka Gakkai y, aunque fingió ser un miembro entusiasta que hacía cosas como dar lotus sutra todos los días, no pudo escapar de los ojos de la ley.
El 19 de mayo de 1975, fueron arrestados siete miembros clave: Masashi Daidōji y su esposa Ayako, Saito, Ekida, Sasaki, Masunaga y Kurokawa, así como un estudiante de enfermería considerado colaborador. Saito se suicidó poco después de su arresto, y dos miembros que escaparon de la redada, Ugajin y Satoshi Kirishima, fueron incluidos en la lista nacional de buscados.

## Desarrollos desde la desaparición del EAAJAF
El 4 de agosto de 1975, el Ejército Rojo Japonés tomó rehenes en el consulado de Estados Unidos en Kuala Lumpur y el gobierno japonés cedió a sus demandas de liberar a Norio Sasaki, entre otros. Los juicios de los terroristas restantes se iniciaron a partir del 25 de diciembre de 1975, pero el 28 de septiembre de 1977 un equipo de agentes del Ejército Rojo japonés, incluido Sasaki, secuestró el vuelo 472 de Japan Airlines y dos días después obligó a liberar a Ayako Daidōji y Yukiko Ekida. Ambos se unieron al Ejército Rojo Japonés. En 1979, Hara Hara Tokei Special Issue # 1 fue publicado clandestinamente por un grupo llamado Frente Armado Antijaponés de Asia Oriental - Unidad KF, denominado así por los nombres en clave de dos miembros que se suicidaron. Se creía que el libro, que reafirmaba la lucha armada antijaponesa, fue creado por los miembros aún encarcelados porque la dirección del editor era la Casa de Detención del Tokio.
Masashi Daidōji y Toshiaki Masunaga recibieron la pena de muerte, y Yoshimasa Kurokawa fue condenado a cadena perpetua con  trabajos forzados. En julio de 1982, Hisaichi Ugajin fue arrestado y condenado a 18 años de prisión con trabajos forzados. El 24 de marzo de 1995, Yukiko Ekida fue detenido mientras se escondía en Rumania bajo sospecha de falsificar un documento privado. Fue deportada, arrestada en el avión a Japón y en el juicio fue sentenciada a 20 años de prisión con trabajos forzados. Fue liberada el 23 de marzo de 2017, luego de cumplir su condena. Hoy en día, Norio Sasaki y Ayako Daidōji todavía son buscadas internacionalmente. El plazo de prescripción de los crímenes de Satoshi Kirishima ha expirado.
Daidōji Murió en prisión el 24 de mayo de 2017, debido a complicaciones del mieloma múltiple que padecía. Masunaga, que todavía está en el corredor de la muerte solicita nuevos juicios mientras emprende una "lucha tras las rejas" que incluye escribir ensayos y libros revolucionarios desde su celda de prisión. Daidōji también participó de la misma hasta su muerte.

## Características distintivas
Quizás porque originalmente eran compañeros de clase, la EAAJAF era conocida por rechazar la "lucha interna" (内 ゲ バ, uchigeba), de la cual se manifestaba a través de sesiones de autocrítica, a veces violentas, populares dentro de los grupos de la Nueva Izquierda japonesa, con el fin de exponer a aquellos entre sus miembros que no eran ideológicamente puros. El Ejército Rojo Unido, por ejemplo, asesinó a 14 de sus 29 miembros en menos de un año a través de esas sesiones. Por el contrario, no hubo purgas sangrientas en la EAAJAF y aquellos miembros que tenían compromisos familiares o eran incapaces de soportar mentalmente la lucha podían salir sin sanción. Nahoko Arai, quien ayudó a escribir Hara Hara Tokei, y Yoshimi Fujisawa, quien fue parte de los primeros entrenamientos del grupo con explosivos, ambos dejaron el grupo sin incidentes después de plantear problemas personales..
El EAAJAF no tenía ningún sistema centralizado o liderazgo como un comité central. Los líderes de las tres células de EAAJAF estaban en contacto entre sí y nada más. No hubo mezcla entre los miembros e incluso sus posiciones ideológicas eran diferentes en formas sutiles. Los miembros de EAAJAF tampoco se desvincularon de la esfera pública. Adoptaron la política de trabajar durante el día como empleados corporativos normales o servidores en cafés y preparar sus operaciones por la noche. Esta política también se estableció en Hara Hara Tokei y la idea era que al no participar en el activismo y pretender ser ciudadanos completamente honrados, no despertarían la desconfianza de quienes los rodeaban. Por eso, los miembros de EAAJAF no participaron en movimientos laborales en sus lugares de trabajo o movimientos sociales en sus barrios.
Mientras que otros grupos, como la Facción del Ejército Rojo de la Alianza Comunista, un precursor del Ejército Rojo japonés, recaudaron fondos a través de medios ilegales, incluidos robos a bancos, los operativos de EAAJAF recibieron salarios en trabajos regulares y aseguraron una fuente legal de ingresos al invertir la mitad de sus ingresos ganancias en sus operaciones. Aunque la EAAJAF reconoció la autofinanciación como un principio fundamental, por otro lado se negó a descartar por completo los robos tras un examen completo de sus objetivos y métodos.

### Ideología
Mientras estudiaban la historia de agresión de Japón contra Corea y los Ainu, el EAAJAF adquirió su "ideología antijaponesa" personal. Consideraban no sólo a los que estaban en el poder, sino también a las corporaciones y trabajadores japoneses como "perpetradores de la agresión imperialista" y creían que eran objetivos aceptables para el ataque. Hara Hara Tokei se refiere al pueblo japonés con un nombre de su propia creación, como nittei hongokujin (japonés: 日 帝 本国 人), que significa "pueblo nacido del imperialismo japonés", y condena a todos los ciudadanos comunes que no apoyaron la "lucha antijaponesa" como miembros activos del imperio. En su reclamo de responsabilidad liberado después del atentado de 1974 contra Mitsubishi Heavy Industries, justificaron el ataque terrorista indiscriminado diciendo: "Las personas que resultaron heridas o murieron en el atentado no son ciudadanos normales ajenos a la participación. Son colonialistas". Debido a estas ideas peligrosas y excesivamente farisaicas, incluso con la influencia de la entonces Nueva Izquierda, el número de personas que apoyaban al EAAJAF era reducido. Incluso el líder del Frente, Masashi Daidōji, finalmente se disculpó por sus tácticas.
Desde la década de 1970, la mayoría de las organizaciones de la Nueva Izquierda japonesa habían emprendido cautelosos "análisis de situación" y, basándose en ellos, actuaron de manera planificada para "iniciar la revolución en Japón" a partir de sus propios planos preparados, incluso si no siempre confrontaron directamente propia alienación gradual de las masas japonesas. En contraste con esto, organizaciones como la EAAJAF que defendían la "ideología antijaponesa", incluso si tenían el ambicioso objetivo de "destruir Japón", no tenían un plan concreto para lograrlo. Sobre la base de su ideología, la EAAJAF llevó a cabo ataques terroristas ad hoc como "venganza por los pecados históricos del imperialismo japonés", y tendieron a no prestar mucha atención a si tenían o no apoyo popular, aunque argumentaron que los jornaleros de Sanya eran verdaderos guerreros revolucionarios.

### Afiliación
La EAAJAF se dividió en pequeñas células terroristas con nombres simbólicos de animales para representar la naturaleza de su organización y los temas de su ideología:
- La célula de Wolf comparó a las 'masas oprimidas' que estaban siendo 'atormentadas por los capitalistas' con el extinto lobo de Honshu. lobo de Honshu. Sus miembros fueron el fundador Masashi Daidōji, su esposa Ayako Daidōji, así como Toshiaki Masunaga y Norio Sasaki.
- La célula Colmillos de la Tierra hizo de su objetivo un mundo ideal sin estados-nación ni capitalistas y se comparó a sí mismo con colmillos que surgían de la Tierra para oponerse a ellos. Sus miembros fueron Nodoka Saito y su esposa Yukiko Ekida.
- La célula Escorpión se comparó a sí misma con un escorpión que derribaría grandes capitales y grandes edificios con el veneno mortal de su propia pequeña organización. Sus miembros eran Yoshimasa Kurokawa, Hisaichi Ugajin y Satoshi Kirishima.

## Crímenes de imitación
En la segunda mitad de la década de 1970 hubo una sucesión de atentados terroristas con bombas que se consideró causados por ideólogos antijaponeses influenciados por la EAAJAF o Ryu Ota. Hubo casos en los que los ataques terroristas fueron causados por personas que se autodenominaron simpatizantes o sucesores de la EAAJAF.
Aunque se reconoció que no tenían ninguna relación directa con los miembros de la EAAJAF encarcelados, las reclamaciones de responsabilidad en nombre del Frente Armado Antijapónes de Asia Oriental se realizaron en una serie de atentados terroristas con bombas en Hokkaido entre 1975 y 1976, incluido el bombardeo de una comisaría de policía el 19 de julio de 1975 que hirió a cuatro y el bombardeo de un edificio gubernamental el 2 de marzo de 1976 en el que murieron dos. Katsuhisa Omori fue condenado a muerte por el Tribunal de Distrito de Sapporo por los crímenes en 1983, reafirmado en 1994 y 2007, y actualmente se encuentra en el corredor de la muerte, aunque proclama su inocencia y solo admite simpatizar con las ideas contenidas en las afirmaciones de responsabilidad. Otro simpatizante es Saburo Kato, quien hirió a seis en su atentado con bomba de la Asociación de Santuarios Sintoístas en Tokio el 27 de octubre de 1977. 
Se produjo un caso a fines de marzo de 1985 en el que se colocaron cartas amenazadoras en varios grandes supermercados cerca de la estación de Yokohama de JNR que decían "Haré estallar esta tienda con explosivos plásticos - Frente Armado anti-Japón de Asia Oriental". En una serie de incidentes, se colocaron 40 cartas de este tipo y se hicieron llamadas telefónicas amenazadoras que incluían demandas de dinero, pero el 30 de marzo, cuando la policía estaba al acecho, atraparon en el acto a un estudiante de tercer año de secundaria de Midori-ku Yokohama. Dijo que su motivo era extorsionar dinero como en el caso Glico Morinaga y que también copió una táctica del Frente Armado Anti-Japón de Asia Oriental de la que se enteró en una biblioteca.